# Zalacsány
Zalacsány è un comune dell'Ungheria di 992 abitanti (dati 2001). È situato nella contea di Zala.